# 모스콘 센터

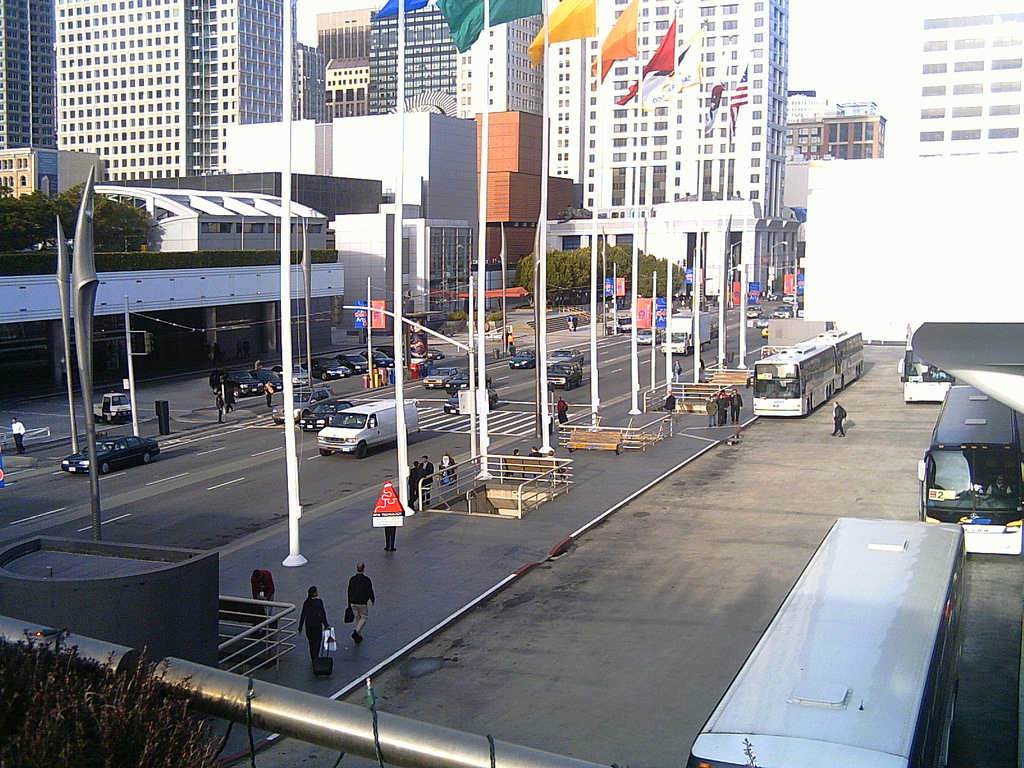

조지 R. 모스콘 컨벤션 센터(George R. Moscone Convention Center) 또는 모스콘 센터(Moscone Center)는 미국 캘리포니아주 샌프란시스코 최대의 컨벤션 및 전시 컴플렉스이다. 이 컴플렉스는 사우스오브마켓 이웃지역 내에 3개의 블록과 35헥타르로 뻗어있는 메인 홀 3개로 구성된다. 이 컨벤션 센터는 처음에 1981년 열렸다. 이 센터의 명칭은 1978년 11월 암살당한 샌프란시스코의 전 지사 조지 모스콘의 이름을 따서 지어졌다.

## 같이 보기
- 빌 그레이엄 시빅 오디토리움